# Mare de Déu de Medina
La Mare de Déu de Medina és l'església parroquial romànica del poble de Vilamur, pertanyent al terme municipal de Soriguera, a la comarca del Pallars Sobirà. Formava part del seu terme primigeni. Està situada en el mateix nucli de població de Vilamur, en el límit nord del recinte murat del poble, ran de la porta moderna que es dreça al costat mateix de l'església en la sortida cap a la carretera N-260, que substitueix la porta medieval que hi havia, contemporània de les muralles i de l'església, i que va ser lamentablement destruïda a finals de la dècada dels 70 del segle xx. Església parroquial, actualment agrupada a Sant Feliu de Sort, d'ella depenia la capella, ara en ruïnes, de Sant Miquel de Vilamur.

## Descripció
Església de notables dimensions, construïda amb carreus de gres roig ben tallats. A l'est hi ha l'absis semicircular que juntament amb part del mur de migdia són els únics paraments romànics d'aquesta edificació. En aquest mur s'obre una finestra abocinada d'arc de mig punt. La resta de la fàbrica és gòtica. També a migdia s'obria l'antic portal, actualment cegat, de finals del segle xiii o inicis del XIV, d'arc apuntat, amb tres arquivoltes interna i una externa que descansen sobre impostes.
La porta actual es troba als peus de la nau. Es tracta d'un senzill arc de mig punt, obra dels segles XVII o XVIII, per damunt s'obre un òcul. Per accedir a l'interior cal baixar dos graons a un nivell inferior al de la plaça i travessar un petit vestíbul per damunt del qual hi ha el cor. El paviment és de lloses de pedra
Al segle xviii fou quan es construí també el campanar de planta quadrangular, rematat per un petit capitell de llicorella, avui mig enfonsat.
Al costat nord no hi ha cap mena d'obertures en el mur construït amb un aparell molt regular. S'observa, això si, un canvi en la part superior a partir d'una motllura en que el mur apareix construït amb aparell més petit.

## Història
En la dotació de la canònica de Santa Maria de la Seu d'Urgell per part del bisbe Ermengol, l'any 1010, entre els béns atorgats hi apareix l'església de Santa Maria. L'any 1251 l'església de Santa Maria de Vilamur era sota la jurisdicció de l'orde de Sant Joan de Jerusalem. En el recorregut per les esglésies parroquials del deganat de Montenartró realitzat des de l'arquebisbat de Tarragona els anys 1314-15 figura l'església de Santa Maria de Vilamur. En la visita pastoral del 1575, Santa Maria consta com a església de l'orde de Sant Joan de Jerusalem. Actualment, amb l'advocació de la Mare de Déu de Medina, depèn de la parròquia de Rialb.